# Liste des monuments historiques protégés en 1846
Cet article recense les monuments historiques français classés en 1846.

## Protections
| Édifice                                                    | Commune                    | Département                 | Région                     | Protection | Base Mérimée                         | Coordonnées                        | Image |
| ---------------------------------------------------------- | -------------------------- | --------------------------- | -------------------------- | ---------- | ------------------------------------ | ---------------------------------- | ----- |
| Abbaye d'Essômes                                           | Essômes-sur-Marne          | Aisne                       | Hauts-de-France            | classé     | « PA00115662 », notice no PA00115662 | 49° 02′ 03″ nord, 3° 20′ 25″ est   |       |
| Chapelle des templiers                                     | Laon                       | Aisne                       | Hauts-de-France            | classé     | « PA00115712 », notice no PA00115712 | 49° 34′ 05″ nord, 3° 37′ 15″ est   |       |
| Église Notre-Dame                                          | Marle                      | Aisne                       | Hauts-de-France            | classé     | « PA00115807 », notice no PA00115807 | 49° 44′ 43″ nord, 3° 45′ 55″ est   |       |
| Église Saint-Pierre-au-Parvis                              | Soissons                   | Aisne                       | Hauts-de-France            | classé     | « PA00115943 », notice no PA00115943 | 49° 22′ 45″ nord, 3° 19′ 29″ est   |       |
| Église Saint-Georges                                       | Bourbon-l'Archambault      | Allier                      | Auvergne-Rhône-Alpes       | classé     | « PA00093012 », notice no PA00093012 | 46° 35′ 01″ nord, 3° 03′ 05″ est   |       |
| Église Saint-Julien                                        | Meillers                   | Allier                      | Auvergne-Rhône-Alpes       | classé     | « PA00093157 », notice no PA00093157 | 46° 30′ 48″ nord, 3° 06′ 10″ est   |       |
| Église Notre-Dame-de-Valvert                               | Allos                      | Alpes-de-Haute-Provence     | Provence-Alpes-Côte d'Azur | classé     | « PA00080349 », notice no PA00080349 | 44° 15′ 41″ nord, 6° 37′ 36″ est   |       |
| Église Saint-Nicolas                                       | Rethel                     | Ardennes                    | Grand Est                  | classé     | « PA00078488 », notice no PA00078488 | 49° 30′ 47″ nord, 4° 23′ 01″ est   |       |
| Église Saint-Laurent                                       | Verpel                     | Ardennes                    | Grand Est                  | classé     | « PA00078539 », notice no PA00078539 | 49° 22′ 55″ nord, 4° 55′ 44″ est   |       |
| Chapelle Notre-Dame de Sabart                              | Tarascon-sur-Ariège        | Ariège                      | Occitanie                  | classé     | « PA00093925 », notice no PA00093925 | 42° 50′ 46″ nord, 1° 35′ 47″ est   |       |
| Église Saint-Martin                                        | Unac                       | Ariège                      | Occitanie                  | classé     | « PA00093930 », notice no PA00093930 | 42° 45′ 31″ nord, 1° 46′ 46″ est   |       |
| Église de l'Assomption-de-la-Vierge                        | Rosnay-l'Hôpital           | Aube                        | Grand Est                  | classé     | « PA00078208 », notice no PA00078208 | 48° 27′ 28″ nord, 4° 30′ 21″ est   |       |
| Abbaye de Saint-Hilaire                                    | Saint-Hilaire              | Aude                        | Occitanie                  | classé     | « PA00102882 », notice no PA00102882 | 43° 04′ 44″ nord, 2° 20′ 18″ est   |       |
| Abbaye de Saint-Papoul                                     | Saint-Papoul               | Aude                        | Occitanie                  | classé     | « PA00102891 », notice no PA00102891 | 43° 20′ 15″ nord, 2° 02′ 41″ est   |       |
| Église Saint-Pierre-et-Paul                                | Andlau                     | Bas-Rhin                    | Grand Est                  | classé     | « PA00084587 », notice no PA00084587 | 48° 23′ 27″ nord, 7° 23′ 06″ est   |       |
| Collégiale Saint-Florent                                   | Niederhaslach              | Bas-Rhin                    | Grand Est                  | classé     | « PA00084831 », notice no PA00084831 | 48° 32′ 08″ nord, 7° 21′ 01″ est   |       |
| Abbaye Sainte-Marie de Niedermunster                       | Saint-Nabor                | Bas-Rhin                    | Grand Est                  | classé     | « PA00084922 », notice no PA00084922 | 48° 26′ 29″ nord, 7° 25′ 03″ est   |       |
| Chapelle Saint-Nicolas                                     | Saint-Nabor                | Bas-Rhin                    | Grand Est                  | classé     | « PA00084924 », notice no PA00084924 | 48° 26′ 29″ nord, 7° 25′ 03″ est   |       |
| Cathédrale Saint-Trophime                                  | Arles                      | Bouches-du-Rhône            | Provence-Alpes-Côte d'Azur | classé     | « PA00081139 », notice no PA00081139 | 43° 32′ 49″ nord, 4° 39′ 44″ est   |       |
| Église Saint-Malo                                          | Mouen                      | Calvados                    | Normandie                  | classé     | « PA00111562 », notice no PA00111562 | 49° 08′ 59″ nord, 0° 29′ 18″ ouest |       |
| Église Notre-Dame                                          | Charmant                   | Charente                    | Nouvelle-Aquitaine         | classé     | « PA00104282 », notice no PA00104282 | 45° 29′ 02″ nord, 0° 10′ 37″ est   |       |
| Église Saint-Denis                                         | Montmoreau-Saint-Cybard    | Charente                    | Nouvelle-Aquitaine         | classé     | « PA00104432 », notice no PA00104432 | 45° 25′ 21″ nord, 0° 07′ 38″ est   |       |
| Église Sainte-Marie                                        | Saintes                    | Charente-Maritime           | Nouvelle-Aquitaine         | classé     | « PA00105250 », notice no PA00105250 | 45° 44′ 32″ nord, 0° 38′ 59″ ouest |       |
| Église Saint-Pierre-et-Saint-Pardoux                       | Arnac-Pompadour            | Corrèze                     | Nouvelle-Aquitaine         | classé     | « PA00099656 », notice no PA00099656 | 45° 24′ 38″ nord, 1° 21′ 41″ est   |       |
| Colonne romaine                                            | Cussy-la-Colonne           | Côte-d'Or                   | Bourgogne-Franche-Comté    | classé     | « PA00112244 », notice no PA00112244 | 47° 02′ 33″ nord, 4° 38′ 54″ est   |       |
| Portes de la ville                                         | Flavigny-sur-Ozerain       | Côte-d'Or                   | Bourgogne-Franche-Comté    | classé     | « PA00112458 », notice no PA00112458 | 47° 30′ 32″ nord, 4° 31′ 09″ est   |       |
| Église Saint-Nicolas                                       | Meursault                  | Côte-d'Or                   | Bourgogne-Franche-Comté    | classé     | « PA00112540 », notice no PA00112540 | 46° 58′ 13″ nord, 4° 46′ 20″ est   |       |
| Église Saint-Pierre                                        | Parthenay                  | Deux-Sèvres                 | Nouvelle-Aquitaine         | classé     | « PA00101307 », notice no PA00101307 | 46° 38′ 43″ nord, 0° 13′ 59″ ouest |       |
| Église Saint-Généroux                                      | Saint-Généroux             | Deux-Sèvres                 | Nouvelle-Aquitaine         | classé     | « PA00101337 », notice no PA00101337 | 46° 53′ 09″ nord, 0° 08′ 46″ ouest |       |
| Tour de Vésone                                             | Périgueux                  | Dordogne                    | Nouvelle-Aquitaine         | classé     | « PA00082762 », notice no PA00082762 | 45° 11′ 31″ nord, 0° 42′ 43″ est   |       |
| Abbaye de Montbenoît                                       | Montbenoît                 | Doubs                       | Bourgogne-Franche-Comté    | classé     | « PA00101685 », notice no PA00101685 | 46° 59′ 01″ nord, 6° 27′ 55″ est   |       |
| Prieuré de Saint-Marcel-lès-Sauzet                         | Saint-Marcel-lès-Sauzet    | Drôme                       | Auvergne-Rhône-Alpes       | classé     | « PA00117053 », notice no PA00117053 | 44° 36′ 03″ nord, 4° 48′ 16″ est   |       |
| Abbaye Saint-Taurin                                        | Évreux                     | Eure                        | Normandie                  | classé     | « PA00099403 », notice no PA00099403 | 49° 01′ 13″ nord, 1° 08′ 30″ est   |       |
| Église Saint-Martin                                        | Fontaine-la-Soret          | Eure                        | Normandie                  | classé     | « PA00099419 », notice no PA00099419 | 49° 08′ 43″ nord, 0° 42′ 31″ est   |       |
| Église Notre-Dame                                          | Louviers                   | Eure                        | Normandie                  | classé     | « PA00099471 », notice no PA00099471 | 49° 13′ 14″ nord, 1° 09′ 12″ est   |       |
| Église Saint-Germain                                       | Rugles                     | Eure                        | Normandie                  | classé     | « PA00099539 », notice no PA00099539 | 48° 48′ 57″ nord, 0° 41′ 29″ est   |       |
| Église Saint-Ronan                                         | Locronan                   | Finistère                   | Bretagne                   | classé     | « PA00090077 », notice no PA00090077 | 48° 05′ 52″ nord, 4° 12′ 48″ ouest |       |
| Église Saint-Tudy                                          | Loctudy                    | Finistère                   | Bretagne                   | classé     | « PA00090098 », notice no PA00090098 | 47° 49′ 26″ nord, 4° 11′ 15″ ouest |       |
| Enclos paroissial de Pleyben                               | Pleyben                    | Finistère                   | Bretagne                   | classé     | « PA00090166 », notice no PA00090166 | 48° 14′ 17″ nord, 3° 58′ 31″ ouest |       |
| Chapelle Saint-Louis                                       | Beaucaire                  | Gard                        | Occitanie                  | classé     | « PA00102977 », notice no PA00102977 | 43° 46′ 47″ nord, 4° 35′ 38″ est   |       |
| Cathédrale Sainte-Marie                                    | Lombez                     | Gers                        | Occitanie                  | classé     | « PA00094844 », notice no PA00094844 | 43° 28′ 00″ nord, 0° 54′ 07″ est   |       |
| Église Notre-Dame                                          | Simorre                    | Gers                        | Occitanie                  | classé     | « PA00094932 », notice no PA00094932 | 43° 27′ 27″ nord, 0° 44′ 12″ est   |       |
| Basilique Saint-Michel                                     | Bordeaux                   | Gironde                     | Nouvelle-Aquitaine         | classé     | « PA00083172 », notice no PA00083172 | 44° 51′ 26″ nord, 0° 34′ 25″ ouest |       |
| Église Saint-Pierre                                        | Gaillan-en-Médoc           | Gironde                     | Nouvelle-Aquitaine         | classé     | « PA00083553 », notice no PA00083553 | 45° 18′ 47″ nord, 0° 59′ 15″ ouest |       |
| Église Saint-Saturnin                                      | Moulis-en-Médoc            | Gironde                     | Nouvelle-Aquitaine         | classé     | « PA00083645 », notice no PA00083645 | 45° 03′ 12″ nord, 0° 47′ 04″ ouest |       |
| Église Saint-Pierre                                        | Petit-Palais-et-Cornemps   | Gironde                     | Nouvelle-Aquitaine         | classé     | « PA00083660 », notice no PA00083660 | 44° 58′ 53″ nord, 0° 03′ 23″ ouest |       |
| Église Saint-Pierre                                        | Pujols                     | Gironde                     | Nouvelle-Aquitaine         | classé     | « PA00083689 », notice no PA00083689 | 44° 48′ 23″ nord, 0° 01′ 58″ ouest |       |
| Église Saint-Pierre                                        | La Réole                   | Gironde                     | Nouvelle-Aquitaine         | classé     | « PA00083695 », notice no PA00083695 | 44° 35′ 10″ nord, 0° 02′ 33″ ouest |       |
| Église Saint-Christophe-des-Templiers                      | Montsaunès                 | Haute-Garonne               | Occitanie                  | classé     | « PA00094401 », notice no PA00094401 | 43° 06′ 37″ nord, 0° 55′ 56″ est   |       |
| Église de Villars-Saint-Marcellin                          | Bourbonne-les-Bains        | Haute-Marne                 | Grand Est                  | classé     | « PA00078956 », notice no PA00078956 | 47° 56′ 39″ nord, 5° 44′ 31″ est   |       |
| Église Saint-Étienne                                       | Vignory                    | Haute-Marne                 | Grand Est                  | classé     | « PA00079268 », notice no PA00079268 | 48° 16′ 32″ nord, 5° 05′ 22″ est   |       |
| Abbaye Notre-Dame de Faverney                              | Faverney                   | Haute-Saône                 | Bourgogne-Franche-Comté    | classé     | « PA00102159 », notice no PA00102159 | 47° 45′ 58″ nord, 6° 04′ 48″ est   |       |
| Basilique Saint-Pierre                                     | Luxeuil-les-Bains          | Haute-Saône                 | Bourgogne-Franche-Comté    | classé     | « PA00102201 », notice no PA00102201 | 47° 49′ 26″ nord, 6° 21′ 49″ est   |       |
| Villa gallo-romaine de Membrey                             | Membrey                    | Haute-Saône                 | Bourgogne-Franche-Comté    | classé     | « PA00102223 », notice no PA00102223 | 47° 35′ 07″ nord, 5° 45′ 00″ est   |       |
| Collégiale Saint-Pierre                                    | Le Dorat                   | Haute-Vienne                | Nouvelle-Aquitaine         | classé     | « PA00100297 », notice no PA00100297 | 46° 12′ 18″ nord, 1° 04′ 04″ est   |       |
| Église Saint-Pierre                                        | Marnans                    | Isère                       | Auvergne-Rhône-Alpes       | classé     | « PA00117212 », notice no PA00117212 | 45° 17′ 21″ nord, 5° 14′ 59″ est   |       |
| Église Saint-Anatoile                                      | Salins-les-Bains           | Jura                        | Bourgogne-Franche-Comté    | classé     | « PA00102026 », notice no PA00102026 | 46° 56′ 52″ nord, 5° 53′ 51″ est   |       |
| Église Saint-Vincent-et-Sainte-Radegonde de Cour-sur-Loire | Cour-sur-Loire             | Loir-et-Cher                | Centre-Val de Loire        | classé     | « PA00098426 », notice no PA00098426 | 47° 39′ 29″ nord, 1° 24′ 54″ est   |       |
| Église Notre-Dame-de-Nanteuil de Montrichard               | Montrichard                | Loir-et-Cher                | Centre-Val de Loire        | classé     | « PA00098514 », notice no PA00098514 | 47° 21′ 37″ nord, 1° 11′ 01″ est   |       |
| Abbaye de Charlieu                                         | Charlieu                   | Loire                       | Auvergne-Rhône-Alpes       | classé     | « PA00117448 », notice no PA00117448 | 46° 09′ 59″ nord, 4° 10′ 27″ est   |       |
| Chapelle Saint-Jacques d'Orléans                           | Orléans                    | Loiret                      | Centre-Val de Loire        | classé     | « PA00098838 », notice no PA00098838 | 47° 52′ 58″ nord, 1° 54′ 58″ est   |       |
| Église Saint-Barthélemy                                    | Le Montat                  | Lot                         | Occitanie                  | classé     | « PA00095169 », notice no PA00095169 | 44° 22′ 50″ nord, 1° 27′ 18″ est   |       |
| Église Notre-Dame                                          | Moirax                     | Lot-et-Garonne              | Nouvelle-Aquitaine         | classé     | « PA00084170 », notice no PA00084170 | 44° 08′ 24″ nord, 0° 36′ 30″ est   |       |
| Église Notre-Dame de Cunault                               | Chênehutte-Trèves-Cunault  | Maine-et-Loire              | Pays de la Loire           | classé     | « PA00109380 », notice no PA00109380 | 47° 18′ 22″ nord, 0° 11′ 30″ ouest |       |
| Église Saint-Pierre-Saint-Paul                             | Montmort-Lucy              | Marne                       | Grand Est                  | classé     | « PA00078748 », notice no PA00078748 | 48° 56′ 09″ nord, 3° 49′ 33″ est   |       |
| Chapelle Saint-Crépin                                      | Évron                      | Mayenne                     | Pays de la Loire           | classé     | « PA00109506 », notice no PA00109506 | 48° 09′ 07″ nord, 0° 23′ 21″ ouest |       |
| Abbaye de la Roë                                           | La Roë                     | Mayenne                     | Pays de la Loire           | classé     | « PA00109581 », notice no PA00109581 | 47° 53′ 28″ nord, 1° 06′ 09″ ouest |       |
| Église Saint-Martin d'Étain                                | Étain                      | Meuse                       | Grand Est                  | classé     | « PA00106532 », notice no PA00106532 | 49° 13′ 01″ nord, 5° 38′ 13″ est   |       |
| Chapelle Saint-Nicolas                                     | Fameck                     | Moselle                     | Grand Est                  | classé     | « PA00106759 », notice no PA00106759 | 49° 17′ 55″ nord, 6° 06′ 23″ est   |       |
| Ancienne église abbatiale                                  | Saint-Amand-les-Eaux       | Nord (département français) | Hauts-de-France            | classé     | « PA00107796 », notice no PA00107796 | 50° 26′ 24″ nord, 3° 26′ 41″ est   |       |
| Église Saint-Etienne                                       | Beauvais                   | Oise                        | Hauts-de-France            | classé     | « PA00114508 », notice no PA00114508 | 49° 26′ 12″ nord, 2° 05′ 10″ est   |       |
| Église Saint-Marie-et-Sainte-Brigitte                      | Nogent-sur-Oise            | Oise                        | Hauts-de-France            | classé     | « PA00114782 », notice no PA00114782 | 49° 16′ 34″ nord, 2° 27′ 51″ est   |       |
| Ruines gallo-romaines de Champlieu                         | Orrouy                     | Oise                        | Hauts-de-France            | classé     | « PA00114797 », notice no PA00114797 | 49° 18′ 26″ nord, 2° 51′ 29″ est   |       |
| Musée Carnavalet                                           | 3e arrondissement de Paris | Paris                       | Île-de-France              | classé     | « PA00086125 », notice no PA00086125 | 48° 51′ 47″ nord, 2° 21′ 34″ est   |       |
| Église Saint-Julien-le-Pauvre                              | 5e arrondissement de Paris | Paris                       | Île-de-France              | classé     | « PA00088416 », notice no PA00088416 | 48° 50′ 40″ nord, 2° 20′ 59″ est   |       |
| Hôtel de Cluny et Palais des Thermes                       | 5e arrondissement de Paris | Paris                       | Île-de-France              | classé     | « PA00088431 », notice no PA00088431 | 48° 50′ 40″ nord, 2° 20′ 59″ est   |       |
| Église Notre-Dame de Prospérité                            | Clermont-Ferrand           | Puy-de-Dôme                 | Auvergne-Rhône-Alpes       | classé     | « PA00092045 », notice no PA00092045 | 45° 47′ 08″ nord, 3° 06′ 56″ est   |       |
| Croix de Royat                                             | Royat                      | Puy-de-Dôme                 | Auvergne-Rhône-Alpes       | classé     | « PA00092331 », notice no PA00092331 | 45° 45′ 28″ nord, 3° 02′ 27″ est   |       |
| Église Saint-Genès                                         | Thiers                     | Puy-de-Dôme                 | Auvergne-Rhône-Alpes       | classé     | « PA00092431 », notice no PA00092431 | 45° 51′ 43″ nord, 3° 32′ 22″ est   |       |
| Église Sainte-Croix                                        | Oloron-Sainte-Marie        | Pyrénées-Atlantiques        | Nouvelle-Aquitaine         | classé     | « PA00084465 », notice no PA00084465 | 43° 09′ 22″ nord, 0° 35′ 15″ ouest |       |
| Porte d'Arroux                                             | Autun                      | Saône-et-Loire              | Bourgogne-Franche-Comté    | classé     | « PA00113093 », notice no PA00113093 | 46° 56′ 44″ nord, 4° 18′ 38″ est   |       |
| Porte Saint-André                                          | Autun                      | Saône-et-Loire              | Bourgogne-Franche-Comté    | classé     | « PA00113094 », notice no PA00113094 | 46° 56′ 44″ nord, 4° 18′ 38″ est   |       |
| Basilique de Paray-le-Monial                               | Paray-le-Monial            | Saône-et-Loire              | Bourgogne-Franche-Comté    | classé     | « PA00113382 », notice no PA00113382 | 46° 26′ 35″ nord, 4° 06′ 46″ est   |       |
| Collégiale Notre-Dame                                      | Crécy-la-Chapelle          | Seine-et-Marne              | Île-de-France              | classé     | « PA00086915 », notice no PA00086915 | 48° 51′ 24″ nord, 2° 56′ 00″ est   |       |
| Église Notre-Dame-de-la-Nativité                           | Donnemarie-Dontilly        | Seine-et-Marne              | Île-de-France              | classé     | « PA00086929 », notice no PA00086929 | 48° 28′ 40″ nord, 3° 07′ 06″ est   |       |
| Basilique Saint-Mathurin                                   | Larchant                   | Seine-et-Marne              | Île-de-France              | classé     | « PA00087053 », notice no PA00087053 | 48° 16′ 59″ nord, 2° 35′ 56″ est   |       |
| Couvent des Cordelières                                    | Provins                    | Seine-et-Marne              | Île-de-France              | classé     | « PA00087201 », notice no PA00087201 | 48° 33′ 48″ nord, 3° 17′ 15″ est   |       |
| Tour César                                                 | Provins                    | Seine-et-Marne              | Île-de-France              | classé     | « PA00087248 », notice no PA00087248 | 48° 33′ 48″ nord, 3° 17′ 15″ est   |       |
| Église Saint-Eliphe                                        | Rampillon                  | Seine-et-Marne              | Île-de-France              | classé     | « PA00087252 », notice no PA00087252 | 48° 32′ 28″ nord, 3° 04′ 22″ est   |       |
| Église Saint-Loup                                          | Saint-Loup-de-Naud         | Seine-et-Marne              | Île-de-France              | classé     | « PA00087270 », notice no PA00087270 | 48° 32′ 13″ nord, 3° 13′ 04″ est   |       |
| Collégiale Notre-Dame                                      | Auffay                     | Seine-Maritime              | Normandie                  | classé     | « PA00100549 », notice no PA00100549 | 49° 42′ 45″ nord, 1° 06′ 47″ est   |       |
| Chapelle du collège des Jésuites d'Eu                      | Eu                         | Seine-Maritime              | Normandie                  | classé     | « PA00100649 », notice no PA00100649 | 50° 02′ 29″ nord, 1° 25′ 43″ est   |       |
| Église Notre-Dame de Lillebonne                            | Lillebonne                 | Seine-Maritime              | Normandie                  | classé     | « PA00100730 », notice no PA00100730 | 49° 30′ 31″ nord, 0° 32′ 03″ est   |       |
| Fierte Saint-Romain                                        | Rouen                      | Seine-Maritime              | Normandie                  | classé     | « PA00100829 », notice no PA00100829 | 49° 26′ 29″ nord, 1° 05′ 33″ est   |       |
| Église Saint-André de Yainville                            | Yainville                  | Seine-Maritime              | Normandie                  | classé     | « PA00101092 », notice no PA00101092 | 49° 27′ 25″ nord, 0° 49′ 39″ est   |       |
| Église Saint-Martin                                        | Namps-Maisnil              | Somme                       | Hauts-de-France            | classé     | « PA00116208 », notice no PA00116208 | 49° 48′ 22″ nord, 2° 07′ 23″ est   |       |
| Collégiale Saint-Salvi d'Albi                              | Albi                       | Tarn                        | Occitanie                  | classé     | « PA00095457 », notice no PA00095457 | 43° 55′ 33″ nord, 2° 08′ 49″ est   |       |
| Abbaye Saint-Pierre de Moissac                             | Moissac                    | Tarn-et-Garonne             | Occitanie                  | classé     | « PA00095788 », notice no PA00095788 | 44° 07′ 35″ nord, 1° 05′ 54″ est   |       |
| Hôtel de ville de Saint-Antonin-Noble-Val                  | Saint-Antonin-Noble-Val    | Tarn-et-Garonne             | Occitanie                  | classé     | « PA00095869 », notice no PA00095869 | 44° 09′ 22″ nord, 1° 44′ 11″ est   |       |
| Église Saint-Pierre                                        | Varen                      | Tarn-et-Garonne             | Occitanie                  | classé     | « PA00095899 », notice no PA00095899 | 44° 09′ 29″ nord, 1° 53′ 11″ est   |       |
| Église Saint-Georges                                       | Belloy-en-France           | Val-de-Marne                | Île-de-France              | classé     | « PA00080003 », notice no PA00080003 | 49° 05′ 32″ nord, 2° 22′ 18″ est   |       |
| Église Notre-Dame                                          | Taverny                    | Val-de-Marne                | Île-de-France              | classé     | « PA00080211 », notice no PA00080211 | 49° 01′ 36″ nord, 2° 13′ 16″ est   |       |
| Église Saint-Michel l'Archange de Solliès-Ville            | Solliès-Ville              | Var                         | Provence-Alpes-Côte d'Azur | classé     | « PA00081745 », notice no PA00081745 | 43° 10′ 42″ nord, 6° 01′ 02″ est   |       |
| Cathédrale Sainte-Anne                                     | Apt                        | Vaucluse                    | Provence-Alpes-Côte d'Azur | classé     | « PA00081800 », notice no PA00081800 | 43° 52′ 46″ nord, 5° 23′ 21″ est   |       |
| Église Saint-Pierre                                        | Chauvigny                  | Vienne                      | Nouvelle-Aquitaine         | classé     | « PA00105413 », notice no PA00105413 | 46° 33′ 16″ nord, 0° 40′ 43″ est   |       |
| Abbaye Saint-Martin de Ligugé                              | Ligugé                     | Vienne                      | Nouvelle-Aquitaine         | classé     | « PA00105495 », notice no PA00105495 | 46° 31′ 14″ nord, 0° 17′ 53″ est   |       |
| Abbaye Saint-Junien                                        | Nouaillé-Maupertuis        | Vienne                      | Nouvelle-Aquitaine         | classé     | « PA00105566 », notice no PA00105566 | 46° 30′ 19″ nord, 0° 25′ 05″ est   |       |
| Baptistère Saint-Jean                                      | Poitiers                   | Vienne                      | Nouvelle-Aquitaine         | classé     | « PA00105585 », notice no PA00105585 | 46° 35′ 02″ nord, 0° 21′ 36″ est   |       |
| Église Saint-Porchaire                                     | Poitiers                   | Vienne                      | Nouvelle-Aquitaine         | classé     | « PA00105600 », notice no PA00105600 | 46° 35′ 02″ nord, 0° 21′ 36″ est   |       |
| Basilique Saint-Maurice                                    | Épinal                     | Vosges                      | Grand Est                  | classé     | « PA00107140 », notice no PA00107140 | 48° 09′ 47″ nord, 6° 28′ 48″ est   |       |
| Amphithéâtre de Grand                                      | Grand                      | Vosges                      | Grand Est                  | classé     | « PA00107180 », notice no PA00107180 | 48° 23′ 35″ nord, 5° 28′ 41″ est   |       |
| Palais épiscopal d'Auxerre                                 | Auxerre                    | Yonne                       | Bourgogne-Franche-Comté    | classé     | « PA00113603 », notice no PA00113603 | 47° 47′ 37″ nord, 3° 34′ 54″ est   |       |
| Collégiale Notre-Dame                                      | Montréal                   | Yonne                       | Bourgogne-Franche-Comté    | classé     | « PA00113748 », notice no PA00113748 | 47° 32′ 58″ nord, 4° 03′ 00″ est   |       |
| Église Saint-Martin                                        | Thiverval-Grignon          | Yvelines                    | Île-de-France              | classé     | « PA00087654 », notice no PA00087654 | 48° 50′ 39″ nord, 1° 56′ 02″ est   |       |